# Comboios de Portugal
CP (Comboios de Portugal) este o societate feroviară de transport călători din Portugalia.